# Vĩnh Phú (tỉnh)
Vĩnh Phú là một tỉnh cũ của Việt Nam, tồn tại từ ngày 26 tháng 1 năm 1968 đến ngày 6 tháng 11 năm 1996. Địa giới hành chính tỉnh này là một phần tỉnh Phú Thọ hiện nay.

## Vị trí địa lý và hành chính
Tỉnh Vĩnh Phú có vị trí địa lý:
- Phía Bắc giáp các tỉnh Yên Bái, Tuyên Quang, Bắc Thái.
- Phía Tây giáp tỉnh Sơn La.
- Phía Nam giáp tỉnh Hòa Bình và tỉnh Hà Tây.
- Phía Đông giáp thành phố Hà Nội.

Tỉnh Vĩnh Phú gồm thành phố Việt Trì (tỉnh lỵ), 2 thị xã Phú Thọ, Vĩnh Yên và 13 huyện: Đoan Hùng, Hạ Hòa, Lập Thạch, Mê Linh, Phong Châu, Sông Thao, Tam Đảo, Tam Thanh, Thanh Ba, Thanh Sơn, Vĩnh Tường, Yên Lạc, Yên Lập.

## Lịch sử
Ngày 26 tháng 1 năm 1968, Ủy ban Thường vụ Quốc hội ban hành Nghị quyết số 504-NQ/TVQH về việc hợp nhất hai tỉnh Vĩnh Phúc và Phú Thọ thành tỉnh Vĩnh Phú. Khi hợp nhất, tỉnh Vĩnh Phú có tỉnh lỵ là thành phố Việt Trì, 3 thị xã: Phú Thọ, Phúc Yên, Vĩnh Yên và 18 huyện: Bình Xuyên, Cẩm Khê, Đa Phúc, Đoan Hùng, Hạ Hòa, Kim Anh, Lâm Thao, Lập Thạch, Phù Ninh, Tam Dương, Tam Nông, Thanh Ba, Thanh Sơn, Thanh Thủy, Vĩnh Tường, Yên Lạc, Yên Lãng, Yên Lập.
Ngày 26 tháng 6 năm 1976, chuyển thị xã Phúc Yên thành thị trấn Phúc Yên của huyện Yên Lãng.
Ngày 5 tháng 7 năm 1977, Chính phủ ban hành Nghị quyết số 178-CP về việc hợp nhất các huyện như sau:
- Hợp nhất 2 huyện Tam Nông và Thanh Thủy thành huyện Tam Thanh.
- Hợp nhất 2 huyện Vĩnh Tường và Yên Lạc thành huyện Vĩnh Lạc.
- Hợp nhất 2 huyện Lập Thạch và Tam Dương thành huyện Tam Đảo.
- Hợp nhất 2 huyện Cẩm Khê và Yên Lập (10 xã: Bằng Giã, Chuế Lưu, Động Lâm, Hiền Lương, Lâm Lợi, Minh Côi, Quân Khê, Văn Lang, Vô Tranh, Xuân Áng của huyện Hạ Hòa) thành huyện Sông Thao.
- Hợp nhất 2 huyện Lâm Thao và Phù Ninh (trừ 7 xã: Chân Mộng, Liên Hoa, Minh Phú, Phú Mỹ, Tiên Phú, Trạm Thản, Vụ Quang sáp nhập vào huyện Sông Lô) thành huyện Phong Châu.
- Hợp nhất 2 huyện Bình Xuyên và Yên Lãng (thị trấn Xuân Hòa, 6 xã: Cao Minh, Kim Hoa, Nam Viêm, Ngọc Thanh, Phúc Thắng, Quang Minh của huyện Kim Anh) thành huyện Mê Linh.
- Hợp nhất 2 huyện Kim Anh và Đa Phúc (trừ thị trấn Xuân Hòa, 6 xã: Cao Minh, Kim Hoa, Nam Viêm, Ngọc Thanh, Phúc Thắng, Quang Minh sáp nhập vào huyện Mê Linh) thành huyện Sóc Sơn.
- Hợp nhất 3 huyện Đoan Hùng, Hạ Hòa và Thanh Ba (7 xã: Chân Mộng, Liên Hoa, Minh Phú, Phú Mỹ, Tiên Phú, Trạm Thản, Vụ Quang của huyện Phù Ninh) thành huyện Sông Lô.

Ngày 27 tháng 12 năm 1978, sáp nhập 14 xã: Bá Hiến, Đạo Đức, Gia Khánh, Hương Sơn, Minh Quang, Phú Xuân, Quất Lưu, Sơn Lôi, Tam Canh, Tam Hợp, Tân Phong, Thanh Lãng, Thiện Kế, Trung Mỹ của huyện Mê Linh (vốn thuộc huyện Bình Xuyên cũ) vào huyện Tam Đảo. Các xã còn lại của huyện Mê Linh và huyện Sóc Sơn sáp nhập vào thành phố Hà Nội.
Ngày 22 tháng 12 năm 1980, tái lập huyện Yên Lập trên cơ sở tách khỏi huyện Sông Thao, tái lập huyện Lập Thạch trên cơ sở tách khỏi huyện Tam Đảo, tách huyện Sông Lô thành 2 huyện Đoan Hùng và Thanh Hòa, .
Ngày 12 tháng 8 năm 1991, huyện Mê Linh sáp nhập trở lại vào tỉnh Vĩnh Phú.
Ngày 7 tháng 10 năm 1995, tách huyện Thanh Hòa thành 2 huyện Thanh Ba và Hạ Hòa, tách huyện Vĩnh Lạc thành 2 huyện Vĩnh Tường và Yên Lạc.
Ngày 6 tháng 11 năm 1996, kỳ họp thứ 10 Quốc hội khóa IX ra nghị quyết chia tỉnh Vĩnh Phú để tái lập tỉnh Phú Thọ và tỉnh Vĩnh Phúc. 
- Tỉnh Phú Thọ gồm thành phố Việt Trì (tỉnh lỵ), thị xã Phú Thọ và 8 huyện: Đoan Hùng, Hạ Hòa, Phong Châu, Sông Thao, Tam Thanh, Thanh Ba, Thanh Sơn, Yên Lập.
- Tỉnh Vĩnh Phúc gồm thị xã Vĩnh Yên và 5 huyện: Lập Thạch, Mê Linh, Tam Đảo, Vĩnh Tường, Yên Lạc.